# Martijntje Quik
Martjintje Quik (née le 24 octobre 1973 à De Bilt) est une rameuse néerlandaise.

## Biographie

### Palmarès

#### Aviron aux Jeux olympiques
- 2000 à Sydney,  Australie
  -  Médaille d'argent en huit[1]